# Верхнее Чёрное (озеро, Карелия)
Верхнее Чёрное — пресноводное озеро на территории Кестеньгского сельского поселения Лоухского района Республики Карелии.

## Общие сведения
Площадь озера — 9,8 км², площадь водосборного бассейна — 46,9 км². Располагается на высоте 151,2 метров над уровнем моря.
Форма озера лопастная, продолговатая: оно вытянуто с запада на восток. Берега изрезанные, каменисто-песчаные, преимущественно возвышенные, местами заболоченные.
Из северного залива озера вытекает река Чёрная, впадающая в озеро Новое, через которое протекает река Кереть, которая, в свою очередь, впадает в Белое море.
В озере более двух десятков безымянных островов различной площади, однако их количество может варьироваться в зависимости от уровня воды.
Код объекта в государственном водном реестре — 02020000711102000002385.